# Michaelsmeister

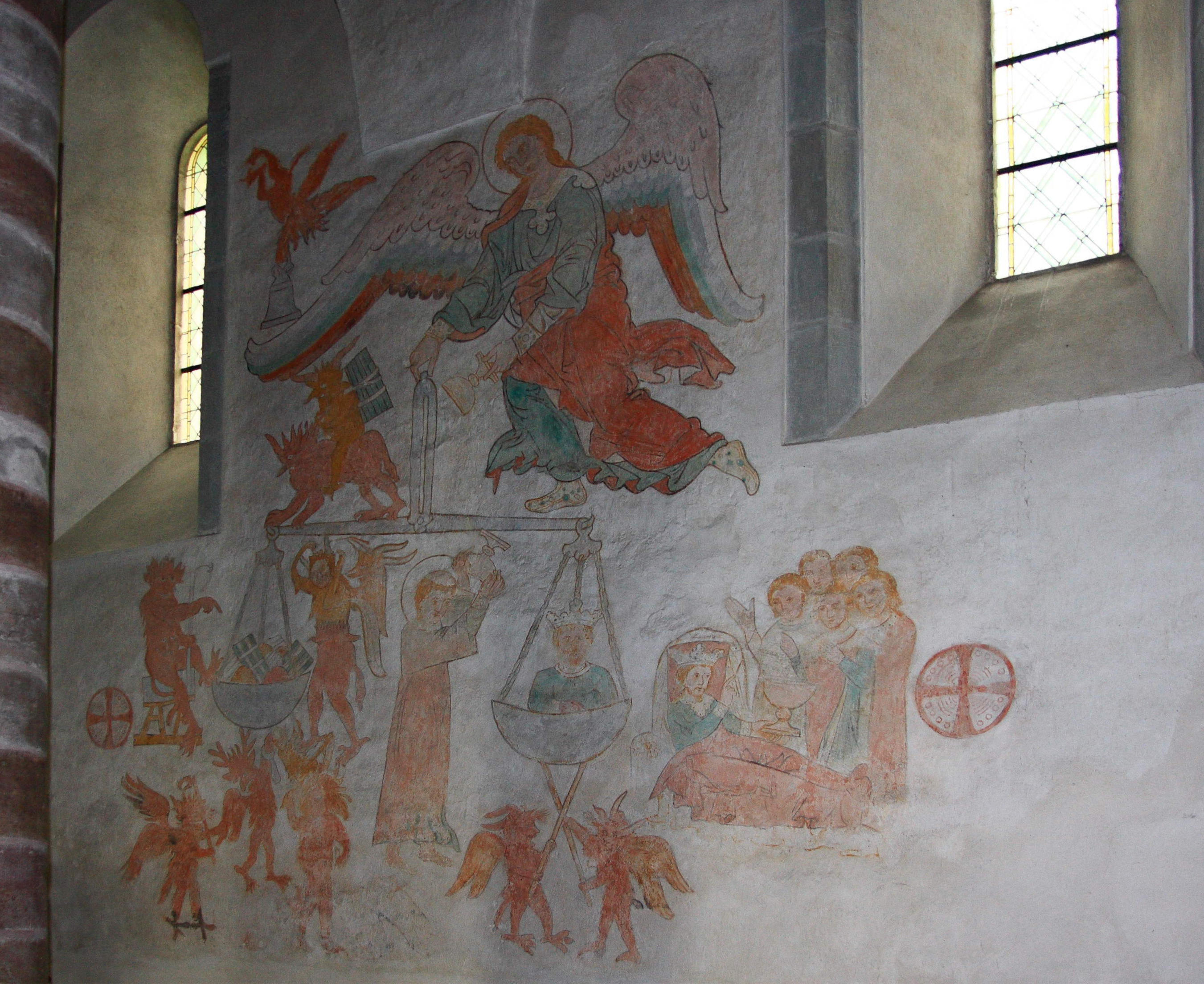
Michaelsmeister: Der Seelenwaeger, 13. Jahrhundert, Kirche von Vamlingbo, Gotland

Als Michaelsmeister wird der namentlich nicht bekannte Künstler bezeichnet, der in der zweiten Hälfte des 13. Jahrhunderts  Wandmalereien auf der schwedischen Ostseeinsel Gotland geschaffen hat. Er hat dort in den romanischen Kirchen vor allem großflächige Kompositionen gemalt.
Der Künstler ist nach seinen auf Gotland um 1260 entstandenen Bildern des Erzengels Michael als Seelenwäger benannt. So stellt er an der Nordwand des Langhauses der Kirche von Vamlingbo eine monumentale Seelenwägung Kaiser Heinrichs II. dar. Das handwerkliche Können des Meisters erinnert beispielsweise an Wandmalereien aus dem Bamberger Dom.
Bei Kirchenrestaurierungen wurden weitere Werke des Michaelsmeisters entdeckt, die im 17. Jahrhundert übermalt wurden. In der Kirche von Eskelhem wurden Gewölbemalereien entdeckt, die das Paradies und den Kosmos darstellen. In der Kirche von Hejdeby fanden sich eine Reihe von Figurenmalereien mit Engeln, Aposteln und Heiligen sowie eine beschädigte Darstellung der Marienkrönung.
Das Motiv der Seelenwägung, das der Michaelsmeister darstellt, wurde auf Gotland beliebt; um 1300 wurden die Motive des Michaelsmeisters in den Kirchen von Sanda, Hall und Väskinde in etwas weniger künstlerischer Fertigkeit imitiert.
Auch der auf Gotland zu findende Steinmetz Egypticus wiederholt das Motiv in der ersten Hälfte des 14. Jahrhunderts in der Kirche von Dalhem.